# Tatăl meu coșarul
Tatăl meu coșarul este un film românesc din 1984 regizat de Olimp Vărășteanu.